# Mike Starr (Musiker)
Michael Christopher Starr (* 4. April 1966 in Honolulu, Hawaii; † 8. März 2011 in Salt Lake City, Utah) war ein US-amerikanischer Musiker. Bekannt wurde er Anfang der 1990er Jahre als Bassist und Gründungsmitglied der Rockband Alice in Chains.

## Werdegang
Starr nahm mit Alice in Chains zwei Alben und eine EP auf. 1993 verließ er während der Tournee zum Album Dirt die Band. Hintergrund waren, wie er später selbst einräumte, seine Heroin-Exzesse, durch die er zu unzuverlässig wurde.
1991 gründete er zusammen mit den ehemaligen Black-Sabbath-Mitgliedern Ray Gillen und Bobby Rondinelli sowie John West und Al Romano die Band Sun Red Sun.
Am 8. März 2011 wurde er tot in Salt Lake City aufgefunden. Es ist bekannt, dass er jahrelang Drogenprobleme hatte. Er nahm auch an der amerikanischen Fernsehsendung Celebrity Rehab teil, in der Prominente versuchen, ihre Drogensucht in den Griff zu bekommen. Zuletzt war er auch wegen Drogenbesitzes festgenommen worden.